# Cité Vaneau
La cité Vaneau est une voie du 7e arrondissement de Paris, en France.

## Situation et accès

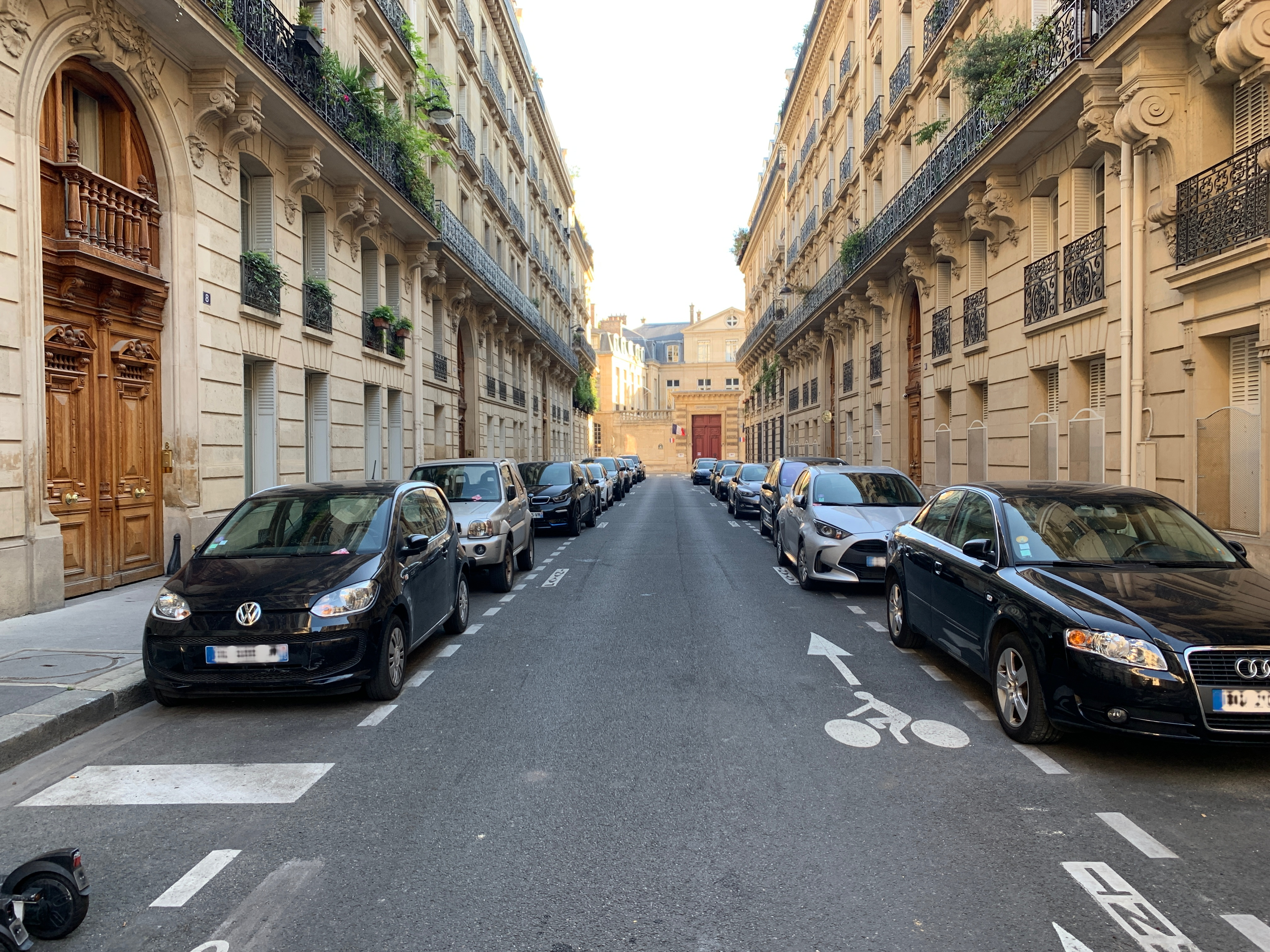
Autre vue de la cité Vaneau (en direction de la rue de Varenne).

La cité Vaneau est une voie située dans le 7e arrondissement de Paris. Elle débute au 63, rue de Varenne et se termine au 12, rue Vaneau. 
Cette voie forme un « T » avec une branche terminée en impasse et présente la particularité, peut-être unique à Paris, d'avoir tous ses portails identiques aux motifs décoratifs près.

## Origine du nom
Elle porte le nom du polytechnicien Louis Vaneau (1811-1830) mort dans les combats de la révolution de Juillet, en raison de sa proximité avec la rue éponyme.

## Historique
Cette voie est ouverte sous sa dénomination actuelle en 1888 puis est classée dans la voirie parisienne par un arrêté préfectoral du 18 novembre 1985.

## Bâtiments remarquables et lieux de mémoire
- No 14 : le sculpteur Henri Chapu (1833-1891) y résida et y mourut.